# Університет Мостара
Університет Мостара (хорв. Sveučilište u Mostaru, лат. Universitas Studiorum Mostariensis) — єдиний університет в Боснії і Герцеговині, де навчання повністю ведеться хорватською мовою.
Коріння Університету Мостара датуються 1895 р., коли була створена францисканська богословська школа. У 1950 Вища навчальна школа розпочала свою роботу в Мостарі, потім — створення Вищої технічної школи у 1959 році, Вищої сільськогосподарської школи у 1960 році.
Університет був заснований у Мостарі в 1977 році. З 1992 хорватська мова є офіційною мовою в Університеті Мостара. Має близько 16 000 студентів та 1000 співробітників (2013). Є десять факультетів, академія мистецтв, вісім інститутів та студентський центр в університеті.